# Slippin'
«Slippin'» es una canción del rapero estadounidense DMX, lanzada como primer sencillo de su segundo álbum de estudio «Flesh of My Flesh, Blood of My Blood» (1998). La canción alcanzó el puesto #30 en la UK singles chart y el #60 en el Billboard Hot R&B/Hip-Hop Songs de EE. UU. La canción samplea «Moonstreams» de Grover Washington Jr. del álbum de 1975 «Feel So Good».
Esta canción incluye coros de la futura concursante de American Idol, Tamyra Gray.

## Video musical
El vídeo musical de la canción retrata la juventud de DMX. En 2018, los abogados de DMX mostraron el video al juez Jed S. Rakoff en un esfuerzo por persuadir a Rakoff de que fuera indulgente al sentenciar a DMX por evasión de impuestos; Rakoff respondió sentenciando a DMX a solo un año de prisión, en lugar de los cinco años solicitados por los fiscales.

## Gráficos
| Gráfico (1999)                  | Lista posición |
| ------------------------------- | -------------- |
| Billboard Hot R&B/Hip-Hop Songs | 60             |
| UK Singles Chart                | 30             |

## Certificaciones
| País           | Organismo certificador | Certificación | Ventas certificadas |
| -------------- | ---------------------- | ------------- | ------------------- |
| Estados Unidos | RIAA                   | Platino       | 1 000 000           |